# Amphorella hypselia
Amphorella hypselia (Pilsbry, 1909) è una specie di un mollusco gasteropode terrestre polmonato della famiglia Ferussaciidae endemica dell'isola di Madera, territorio nell'oceano Atlantico appartenente al Portogallo.